# العدن العالى (حبيش)

تعديل مصدري - تعديل

العدن العالى هي إحدى قرى عزلة بني شبيب بمديرية حبيش التابعة لمحافظة إب، بلغ تعداد سكانها 585 نسمة حسب تعداد اليمن لعام 2004.